# Kalanchoe millotii

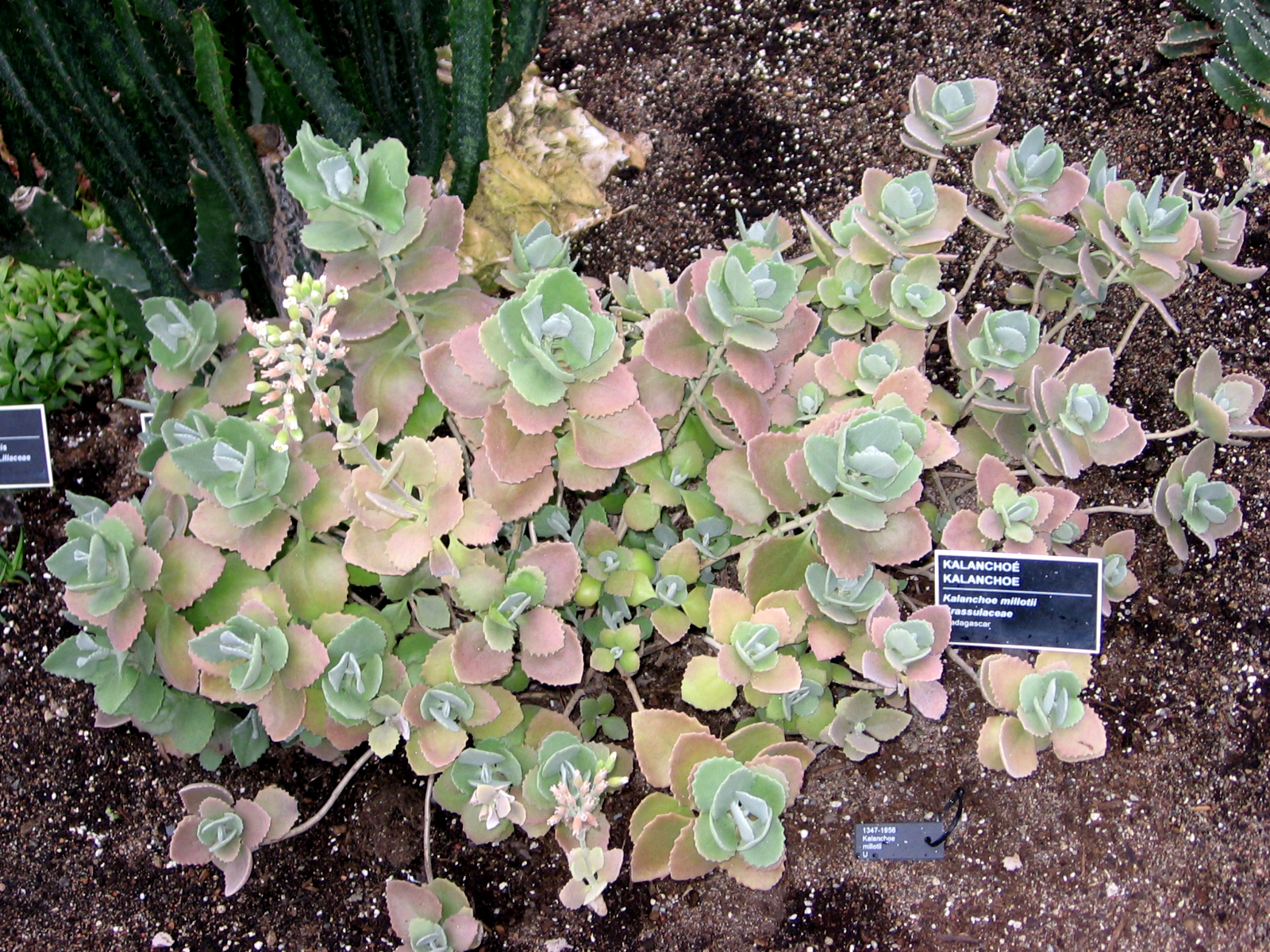
Kalanchoe millotii

Kalanchoe millotii és una espècie de planta suculenta del gènere Kalanchoe, de la família de les Crassulaceae.

## Descripció
És un arbusts perenne, molt ramificat, que forma denses mates de 0,4 a 1 m d'alçada, completament coberta de densos pèls estrellats blanquinosos.
Les tiges són llenyoses, robustes, erectes.
Les fulles són peciolades, planes, carnoses, gruixudes, de color verd clar a verd grisenc, pecíol carnós, acanalat a la part inferior, lleugerament engrandit a la base, de 5 a 18 mm, làmina obovada, ovada a orbicular, de 3 a 6,5 cm de llarg i ample, la punta arrodonida i acaba amb una dent aguda, base cuneada, marges irregularment sinuats-dentats amb dents agudes amples.
Les inflorescències en panícules corimboses denses, de 2 a 10 cm, pedicels gruixuts, de 3 a 4 mm.
Les flors són erectes; calze de color groc-verd a ataronjat, amb pèls glandulars; tub de 4 a 5 mm; sèpals deltoides, aguts, de 3,5 a 4,5 mm de llarg i de 3,2 a 3,5 mm d'ample; corol·la tubular, de color groc-verd a groc-taronja; tub cilíndric, de 9 a 11 mm; pètals lineals-rectangulars, ovats a arrodonits, aguts, de 3 a 4 mm de llarg i de 2 a 2,5 mm d'ample.
Espècie robusta i de fàcil cultiu, amb fullatge força atractiu.

## Distribució
Planta endèmica del centre-sud i sud de Madagascar. Creix en boscos secs i arbust xerofítics.

## Taxonomia
Kalanchoe millotii va ser descrita per Raymond-Hamet i Joseph Marie Henry Alfred Perrier de la Bâthie (Raym.-Hamet & H.Perrier) i publicada a Annales des Sciences Naturelles; Botanique. sér. 9, 16: 374. 1912.

### Etimologia
Kalanchoe: nom genèric que deriva de la paraula cantonesa "Kalan Chauhuy", 伽藍菜 que significa 'allò que cau i creix'.
millotii: epítet atorgat en honor de l'il·lustrador francès Adolphe Philippe Millot.